# Lakitu
Lakitu (ジュゲム Jugemu?) es un personaje ficticio de la serie de videojuegos de Super Mario. Son enemigos que hicieron su debut en Super Mario Bros. (1985) y desde su primera aparición se han vuelto enemigos comunes en la saga. Siempre van acompañados de su nube, sobre la que montan, y desde donde lanzan huevos de Pinchones, de donde salen éstos cuando eclosionan. Sin su nube, los Lakitus están indefensos y nunca se ha visto a un Lakitu caminando sin su nube, pese a que ellos sí tienen piernas.
Pese a que originalmente fueron diseñados como enemigos, a menudo los Lakitus tienen un rol amistoso en los juegos, llegando incluso a ayudar a Mario en algunos juegos. Ellos también suelen tener el papel de árbitros o camarógrafos en muchos de los spin-offs donde aparecen, como por ejemplo en la saga Mario Kart, Mario Tennis o Mario Sports Mix.

## Características
Los Lakitus son Koopas de baja estatura. Ellos tienen un caparazón con líneas de color verde claro y verde oscuro. Su piel es amarilla, al igual que la de los Koopas regulares. Ellos solo poseen 3 pelos de color negro sobre su cabeza, tienen una nariz redonda y llevan unas gafas para poder detectar mejor a sus objetivos desde las alturas. Los Lakitus poseen 2 manos y también 2 piernas, aunque estas últimas no suelen ser visibles pues se encuentran metidas en el interior de la nube.
Por su parte, la nube que montan también es de un tamaño pequeño. Esta es de color blanco y casi siempre muestra una expresión de felicidad, aunque esta sí puede llegarse a enfadar. Esta última se le puede robar en juegos como Super Mario World, para volar por un período de tiempo.

## Apariciones
Se trata de un personaje recurrente de la franquicia, llegando a aparecer en los siguientes videojuegos:
- Super Mario Bros.: Juego en el cual debuta y cuyo único ataque es lanzar Pinchones.[1]

- Super Mario Bros. 3: Presenta las mismas características que en el anterior.[2]

- Super Mario World: Además de lanzar Pinchones, usa su caña de pescar. También, su nube puede ser arrebatada por el jugador, que la puede utilizar para volar durante un determinado periodo de tiempo.[3]

- Super Mario World 2: En este juego, Lakitu es capaz de generar electricidad.[4]

- Super Mario 64: Toma un papel amistoso y es el encargado de controlar la cámara. También aparecen Lakitus como enemigos corrientes en la parte gigante de Tiny-Huge Island.[5]

- New Super Mario Bros.: Aparece como jefe y se caracteriza por usar la electricidad.[6]

- New Super Mario Bros. Wii: Presenta unas características similares a su anterior aparición.[7]

- Super Mario Galaxy 2: Aparece como un jefe llamado "Rey Lakitu".[8]

- New Super Mario Bros. U: Hace la función clásica como enemigo.[9]

- Super Mario Odyssey: Mario es capaz de capturar a Lakitu para controlarlo. Este cuenta con la mecánica de pesca, la cual permite atrapar peces para obtener energilunas o monedas.[10]

- Super Mario Maker 2: Lakitu regresa en Super Mario Maker 2, donde está disponible en todos los estilos excepto en el estilo Super Mario 3D World.

- Super Mario Bros. Wonder: Lakitu regresa en Super Mario Bros. Wonder.

### Otras apariciones
También aparece en franquicias secundarias de Super Mario y en otras series de Nintendo. Algunas son las siguientes:
- Mario Kart: Desde el primer juego de la saga,[11] Lakitu es un personaje que se encarga de dar la señal de salida, indicar el número de vuelta o recoger al jugador cuando cae de la pista. En Mario Kart 7, Mario Kart 8 y Mario Kart Tour, Lakitu toma un papel prominente al poder ser escogido como corredor.[12][13][14]

- Super Smash Bros.: En Super Smash Bros. Melee puede ser obtenido como un trofeo,[15] al igual que en Super Smash Bros. Brawl[16] y Super Smash Bros. para Nintendo 3DS y Wii U. En este último es un enemigo común en el modo Smashventura.[17] En Super Smash Bros. Ultimate es un espíritu al que se puede derrotar junto a sus Pinchones.[18]

- The Legend of Zelda: The Minish Cap: En el Palacio de los Vientos se puede encontrar enemigos con el aspecto de Lakitu.[19]